# هاري تومسون (لاعب كرة قاعدة)
هاري تومسون (بالإنجليزية: Harry Thompson)‏ هو لاعب كرة قاعدة أمريكي، ولد في 9 سبتمبر 1889 في نانتيكوك في الولايات المتحدة، وتوفي في 14 فبراير 1951 في رينو في الولايات المتحدة.

## وصلات خارجية
- هاري تومسون على موقعبيزبول رفرنس.كوم (الدوري الرئيسي) (الإنجليزية)